# Kim Shannon
Kimberly „Kim“ Shannon (* 9. Oktober 1976 in Huntington, Suffolk County, New York) ist eine US-amerikanische Schauspielerin.

## Leben
Shannon wurde am 9. Oktober 1976 in Huntington an der Nordküste der Insel Long Island geboren. Im Teenageralter fand sie den Weg ins Theater, so wirkte sie unter anderen in der High-School-Produktion zu Oliver Twist mit. Sie absolvierte ein Sommerschauspielprogramm an der New York State Summer School of the Arts. Nach ihrem Schulabschluss erhielt sie Schauspieltraining in New York City und ein Theaterstipendium. Es folgte am College ein Theater- und Journalismusstudium, das sie mit einem magna cum laude abschloss. Es folgte der Umzug nach Los Angeles.
Wenige Monate später konnte Shannon im Film Drive In als Nebendarstellerin ihr Filmschauspieldebüt feiern. 2004 hatte sie eine Episodenrolle in Lady Cops – Knallhart weiblich und 2005 in Malcolm mittendrin inne. 2008 folgte eine Rollenbesetzung im Film Tony 5. 2010 spielte sie im Musikvideo zum Lied It’s a Trip der Musikgruppe Shakespears Sister mit. 2014 spielte sie die Rolle der Tiffany im Kurzfilm Sophie, der unter anderen am 2. April 2014 auf dem New Filmmakers NY, am 10. April 2014 auf dem Charleston International Film Festival und ein Jahr später am 25. April 2015 auf dem USA Film Festival gezeigt wurde. 2015 stellte sie in der Filmkomödie Midnight Sex Run die Rolle der Kate dar. 2016 spielte sie im Horrorfilm Ghosthunters die Rolle der Sally.

## Filmografie (Auswahl)
- 2000: Drive In
- 2004: Lady Cops – Knallhart weiblich (The Division, Fernsehserie, Episode 4x07)
- 2005: Malcolm mittendrin (Malcolm in the Middle, Fernsehserie, Episode 7x01)
- 2008: Tony 5
- 2014: Sophie (Kurzfilm)
- 2015: Midnight Sex Run
- 2016: Ghosthunters